# Вайт-Горс (Нью-Джерсі)
Вайт-Горс (англ. White Horse) — переписна місцевість (CDP) в США, в окрузі Мерсер штату Нью-Джерсі. Населення — 9791 особа (2020).

## Географія
Вайт-Горс розташований за координатами 40°11′31″ пн. ш. 74°42′5″ зх. д. / 40.19194° пн. ш. 74.70139° зх. д. (40.191823, -74.701372).  За даними Бюро перепису населення США в 2010 році переписна місцевість мала площу 8,13 км², з яких 7,96 км² — суходіл та 0,17 км² — водойми.

## Демографія
Згідно з переписом 2010 року, у переписній місцевості мешкали 9494 особи в 3875 домогосподарствах у складі 2681 родини. Густота населення становила 1168 осіб/км².  Було 4018 помешкань (494/км²).
Расовий склад населення:
| - 87,9 % — білих - 5,6 % — чорних або афроамериканців - 2,2 % — азіатів - 0,1 % — вихідців з тихоокеанських островів - 0,1 % — корінних американців - 2,6 % — осіб інших рас |

До двох чи більше рас належало 1,5 %. Частка іспаномовних становила 8,6 % від усіх жителів.
За віковим діапазоном населення розподілялося таким чином: 19,3 % — особи молодші 18 років, 60,7 % — особи у віці 18—64 років, 20,0 % — особи у віці 65 років та старші. Медіана віку мешканця становила 44,6 року. На 100 осіб жіночої статі у переписній місцевості припадало 91,8 чоловіків;  на 100 жінок у віці від 18 років та старших — 90,0 чоловіків також старших 18 років.
Середній дохід на одне домашнє господарство  становив 82 024 долари США (медіана — 73 532), а середній дохід на одну сім'ю — 97 837 доларів (медіана — 84 479). Медіана доходів становила 52 212 долари для чоловіків та 51 679 доларів для жінок. За межею бідності перебувало 2,4 % осіб, у тому числі 1,5 % дітей у віці до 18 років та 3,3 % осіб у віці 65 років та старших.
Цивільне працевлаштоване населення становило 4502 особи. Основні галузі зайнятості: освіта, охорона здоров'я та соціальна допомога — 21,5 %, роздрібна торгівля — 15,9 %, публічна адміністрація — 11,8 %, науковці, спеціалісти, менеджери — 9,6 %.